# Spartan NP-1
 (mai 2016).
Si vous disposez d'ouvrages ou d'articles de référence ou si vous connaissez des sites web de qualité traitant du thème abordé ici, merci de compléter l'article en donnant les références utiles à sa vérifiabilité et en les liant à la section « Notes et références ».
Dimensions
Le Spartan NP-1 a été un avion d'entraînement primaire à deux places, conçu et construit par la Spartan Aircraft Company dans les années 1940 pour les unités de réserve de la United States Navy (US Navy ou marine américaine).

## Développement
Au début de 1940, l'US Navy a informé les fabricants de l'obligation de réaliser un avion biplace d'entraînement primaire en configuration de biplan. Une proposition de la Spartan Aircraft Company, basée sur le biplan à cockpit ouvert de 1929 de la société, le C3, a été sélectionnée. Le 10 juillet 1940, un contrat d'un prototype (XNP-1) et de 200 appareils de production a été attribué. 
Il fut le premier avion militaire à être produit par Spartan. Le NP-1 a équipé la Réserve navale américaine, des écoles de formation de vol primaire nouvellement établis à Atlanta, Dallas et La Nouvelle-Orléans. Ils y ont servi de nombreuses années.
Le NP-1 est propulsé par un moteur Lycoming R-680-8, de 220 ch (164 kW).

## Opérateurs
États-Unis
- United States Navy